# Seymour (Tennessee)
Seymour es un lugar designado por el censo ubicado en los condados de Sevier y Blount en el estado estadounidense de Tennessee. En el Censo de 2010 tenía una población de 10.919 habitantes y una densidad poblacional de 333,59 personas por km².

## Geografía
Seymour se encuentra ubicado en las coordenadas 35°52′28″N 83°46′27″O / 35.87444, -83.77417. Según la Oficina del Censo de los Estados Unidos, Seymour tiene una superficie total de 32.73 km², de la cual 32.71 km² corresponden a tierra firme y (0.07%) 0.02 km² es agua.

## Demografía
Según el censo de 2010, había 10.919 personas residiendo en Seymour. La densidad de población era de 333,59 hab./km². De los 10.919 habitantes, Seymour estaba compuesto por el 97.18% blancos, el 0.71% eran afroamericanos, el 0.16% eran amerindios, el 0.56% eran asiáticos, el 0.01% eran isleños del Pacífico, el 0.33% eran de otras razas y el 1.05% pertenecían a dos o más razas. Del total de la población el 1.72% eran hispanos o latinos de cualquier raza.